# Santa Lucrecia, Oaxaca
Santa Lucrecia är en ort i Mexiko.   Den ligger i kommunen Heroica Ciudad de Tlaxiaco och delstaten Oaxaca, i den sydöstra delen av landet, 280 km sydost om huvudstaden Mexico City. Santa Lucrecia ligger 2 123 meter över havet och antalet invånare är 415.
Terrängen runt Santa Lucrecia är lite kuperad. Runt Santa Lucrecia är det ganska tätbefolkat, med 83 invånare per kvadratkilometer. Närmaste större samhälle är Heroica Ciudad de Tlaxiaco, 1,6 km sydost om Santa Lucrecia. I omgivningarna runt Santa Lucrecia växer huvudsakligen savannskog.